# 馬爾梅日
56°31′N 50°40′E / 56.517°N 50.667°E
馬爾梅日（俄语：Малмыж）是俄羅斯基洛夫州南部的一個城市、馬爾梅日區行政中心，距基洛夫西北112公里。2002年人口7,650人。
15世紀首見於文獻，時為馬里人的村落。1584年建成堡壘，1780年設市。